# Karol Małcużyński (ur. 1953)
Karol W. Małcużyński (ur. 1953) – polski dziennikarz telewizyjny i radiowy, publicysta.

## Życiorys
Syn dziennikarza Karola Małcużyńskiego. Studiował anglistykę na Uniwersytecie Warszawskim. W latach 1979–1991 był zatrudniony jako producent i dziennikarz w BBC London. Na początku lat 90. nawiązał stałą współpracę z Telewizją Polską. W latach 1992–1993 piastował funkcję redaktora naczelnego Wiadomości oraz Teleexpressu, a także zastępcy dyrektora TAI. Z kolei w latach 1994–1998 był współproducentem i prezenterem programu publicystycznego Forum na antenie TVP1. W późniejszym okresie związany był z agencją Associated Press. Od października 2002 prowadził ostatni sezon programu kryminalnego Telewizyjne Biuro Śledcze emitowanego przez telewizję Polsat. Potem pracował jako niezależny publicysta. W lipcu 2011 Małcużyński powrócił do TVP. Zastąpił wówczas Krzysztofa Rogalę na stanowisku kierownika działu zagranicznego Agencji Produkcji Audycji Informacyjnych. Równolegle kierował redakcją Wiadomości – od 19 listopada 2011 do 26 stycznia 2012.